# 亞瓦里區
亞瓦里區（西班牙語：Distrito de Yavarí），是秘魯的一個區，位於該國東北部洛雷託大區的雷蒙卡斯蒂利亞元帥省，始建於1943年7月2日，面積13,807平方公里，海拔高度70米，2005年人口9,843，人口密度每平方公里0.71人。